# Сентінел-2
Сентінел-2 (англ. Sentinel-2) — космічна місія дистанційного зондування Землі, запущена Європейським космічним агентством (ESA) у рамках програми «Коперник» для здійснення дистанційного спостереження і підтримки таких сервісів, як моніторинг лісів, фіксування змін покриву Землі, відстеженням наслідків стихійних лих. Ця місія складається із двох однакових супутників — Sentinel-2A і Sentinel-2B.

## Огляд
Місія Sentinel-2 має наступні можливості:
- Мультиспектральні дані в 13 діапазонах: видимому, близькому інфрачервоному, і інфрачервоному короткохвильовому спектра
- Систематичне покриття поверхні Землі від 56° S до 84° N, прибережних вод, і всього Середземного моря
- Проходить ті самі зони кожні 5 днів під однаковими кутами зору. Над високими широтами, проходи Sentinel-2 перекриваються, а деякі регіони будуть спостерігатися двічі або більше разів кожні 5 днів, але під різними кутами огляду.
- Роздільна здатність в 10 м, 20 м і 60 м
- 290 км поле зору
- Безкоштовне та відкрите поширення даних

Для забезпечення частої відвідуваності і високої доступності місії, в місії заплановано два ідентичні супутники Sentinel-2 (Sentinel-2A і Sentinel-2B), що працюють одночасно. Орбіта є сонячно-синхронною на висоті 786 км, 14.3 обертань на день, із низхідним вузлом орбіти 10:30 ранку. Цей місцевий час було обрано як компроміс мінімізуючи покриття хмарами і забезпечуючи достатнє освітлення Сонцем. Цей час близький до місцевого часу, використаним в Landsat і відповідає супутникам SPOT, що дозволяє поєднувати дані Sentinel-2 із історичними знімками аби будувати довготривалі часові послідовності.

## Запуск
Два супутники працюють по протилежні боки орбіти. Запуск першого супутника, Sentinel-2A, було здійснено 23 червня 2015 у 01:52 UTC за допомогою ракета-носія Vega. Sentinel-2B було запущено 7 березня 2017 at 01:49 UTC, також на борту ракети Vega.

## Інструменти
Кожен супутник Sentinel-2 несе на собі мультиспектральний прилад (англ. multi-spectral instrument, MSI) з 13-му спектральними каналами у видимому, близькому інфрачервоному (VNIR) і інфрачервоному з короткими хвилями (SWIR) спектральних діапазонах.
В камері MSI використано концепцію поздовжнього сканера і його структура здебільшого відповідає умовам роботи при великому захваті в 290 км, а також високими геометричними і спектральними характеристиками, необхідними для вимірювання. Він має діафрагму в 150 мм і конструкцію із тридзеркальним антистигматом із фокусною відстанню приблизно в 600 мм; його кути зору становлять приблизно 21 градус на 3.5 градуси. Дзеркала прямокутні і виконані із карбіда кремнію, по подібній технології що і в місії Gaia.
| Смуги Sentinel-2                     | Центральна довжина хвилі (µм) | Роздільна здатність (м) | Ширина смуги (нм) |
| ------------------------------------ | ----------------------------- | ----------------------- | ----------------- |
| Смуга 1 — Прибережні аерозолі        | 0.443                         | 60                      | 20                |
| Смуга 2 — Синій                      | 0.490                         | 10                      | 65                |
| Смуга 3 — Зелений                    | 0.560                         | 10                      | 35                |
| Смуга 4 — Червоний                   | 0.665                         | 10                      | 30                |
| Смуга 5 — Вегетаційний червоний край | 0.705                         | 20                      | 15                |
| Смуга 6 — Вегетаційний червоний край | 0.740                         | 20                      | 15                |
| Смуга 7 — Вегетаційний червоний край | 0.783                         | 20                      | 20                |
| Смуга 8 — NIR                        | 0.842                         | 10                      | 115               |
| Смуга 8A — Вузький NIR               | 0.865                         | 20                      | 20                |
| Смуга 9 — Водяна пара                | 0.945                         | 60                      | 20                |
| Смуга 10 — SWIR — Cirrus             | 1.375                         | 60                      | 20                |
| Смуга 11 — SWIR                      | 1.610                         | 20                      | 90                |
| Смуга 12 — SWIR                      | 2.190                         | 20                      | 180               |

## Галерея
Приклади відзнятих зображень.

Маска посівних площ України 2016 р.
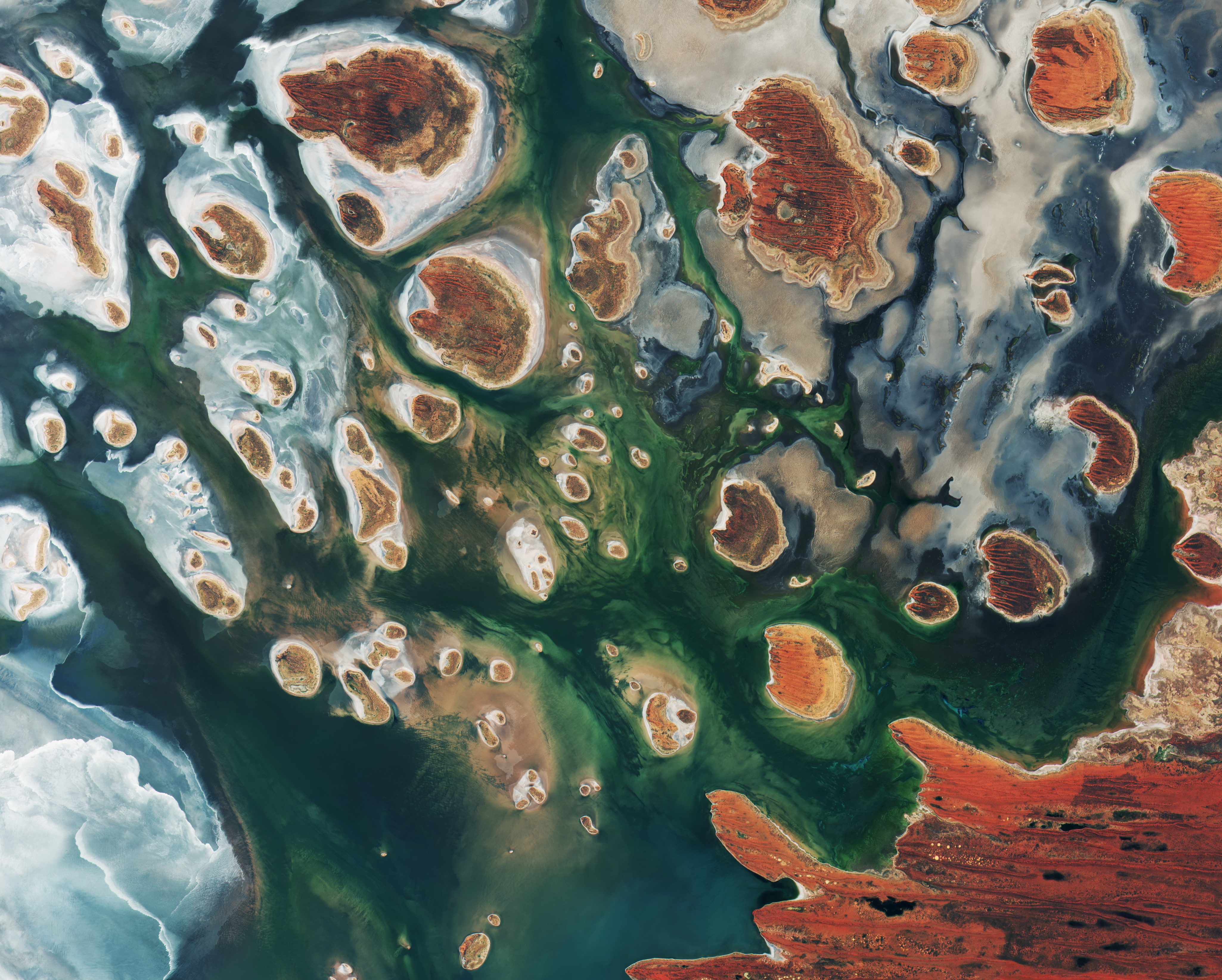
Озеро Маккай, Австралія, відзнято Sentinel-2B
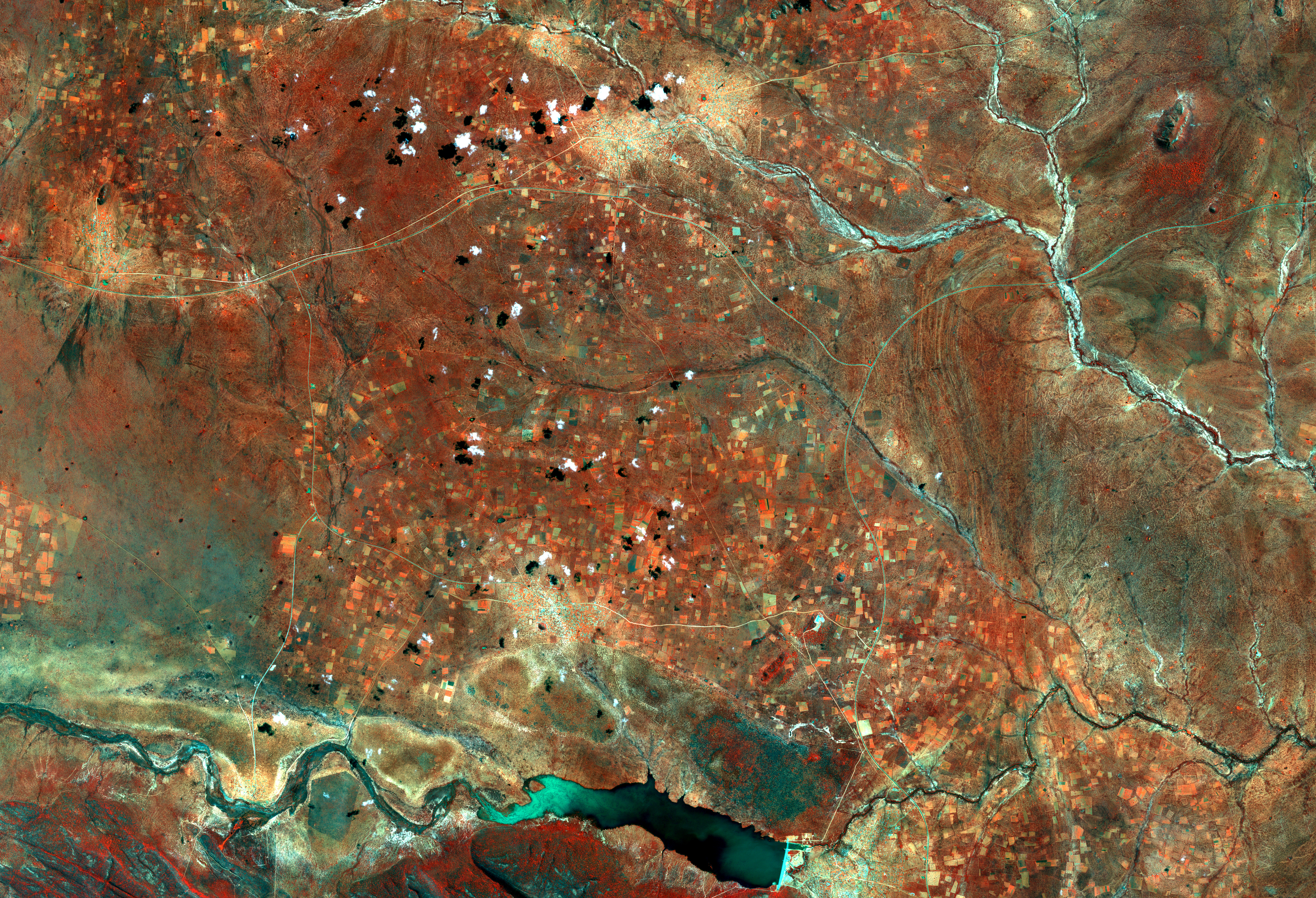
Центральний район, Ботсвана, відзнято Sentinel-2A
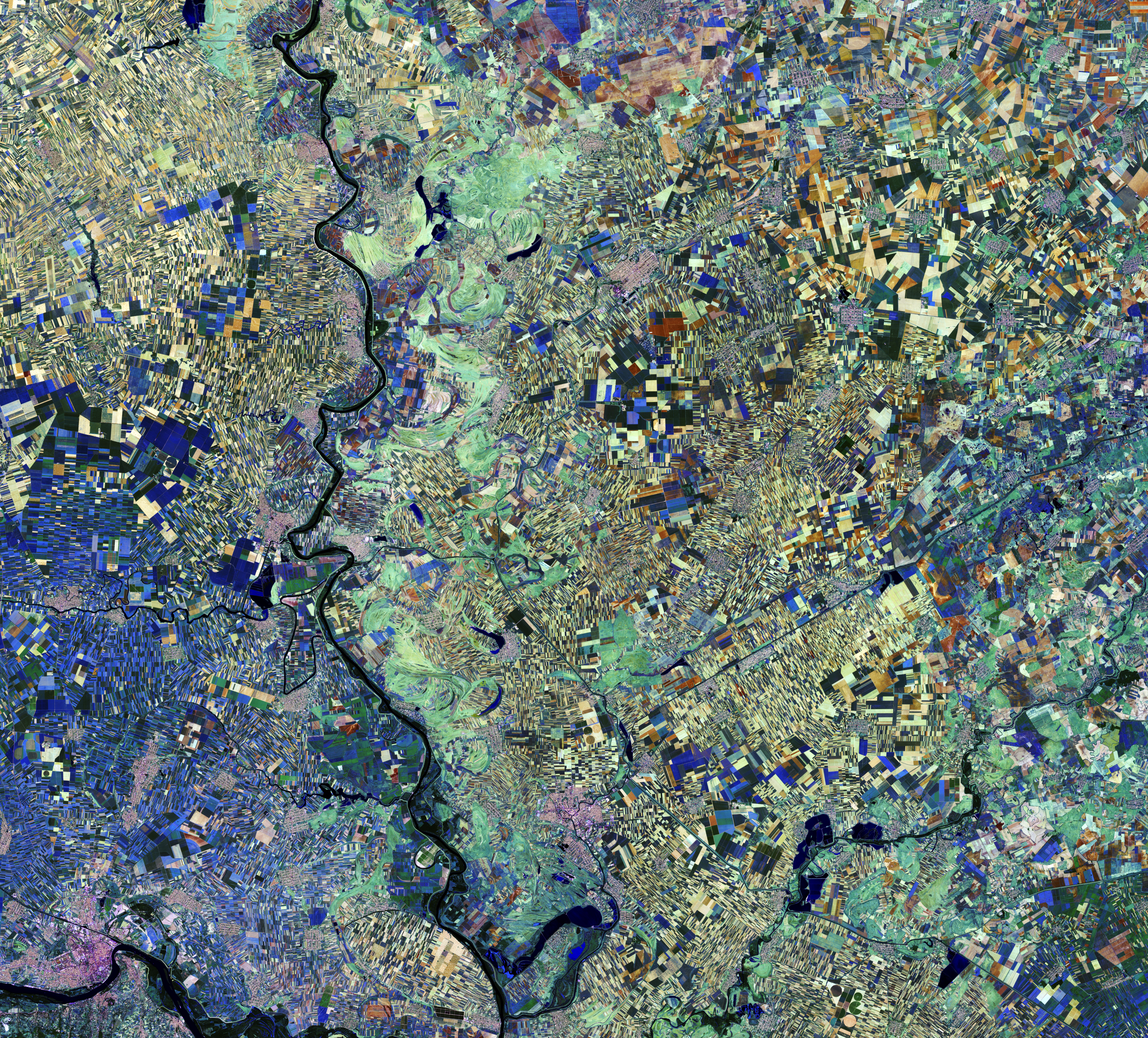
Воєводина, Сербія, відзнято Sentinel-2A
Центрально-східна Бразилія, відзнято Sentinel-2A